# Serie 130 de Renfe
La serie 130 de Renfe es una serie de trenes de alta velocidad de la empresa ferroviaria española Renfe Viajeros, apodados en el argot ferroviario como Patitos o Minipatos, al tener las tractoras un diseño parecido al de las series 102 y 112. Se trata de un tren de alta velocidad con bogies y rodales de ancho variable que permiten realizar el cambio de ancho sin necesidad de detener el tren. Son la principal serie del modelo Talgo 250, por lo que en ocasiones también son conocidos con este nombre. La composición de esta serie tiene once coches de la serie 7 de Talgo, acoplados permanentemente a dos cabezas tractoras de Talgo-Bombardier, teniendo todos los coches y cabezas ejes de ancho variable. El singular y atractivo frontal de su unidad motriz, que lo hace fácilmente reconocible, fue diseñado por Integral Design and Development, liderado por Fernando Tellechea, en el año 2005. Sus colores exteriores reflejan el cambio de imagen de Renfe cuando separó infraestructuras (ADIF) y operadora (RENFE)

## Descripción
Renfe Operadora dispone de un total de cuarenta y cinco unidades de esta serie, las dos primeras se entregaron a finales del 2006 y las primeras unidades S130 entraron en servicio comercial el 6 de noviembre de 2007. Aunque el conjunto es un tren de alta velocidad, estas series servirán principalmente para dar servicio a trenes de larga distancia aprovechando los nuevos corredores de alta velocidad que se están construyendo en España, ofreciendo de este modo un servicio de alta calidad y unas mejoras considerables de velocidad por el uso de los nuevos corredores. A medida que se vayan construyendo nuevos tramos de alta velocidad, estos trenes mejorarán sus tiempos.
Las ramas de la 01 a la 27 son modificaciones en las ramas 7B para servicios diurnos, las cuales consisten en modificación del carenado de los coches extremos, y el acople permanente de nuevas cabezas tractoras, no obstante las ramas 28 a 45 de la serie 130 son de nueva construcción a partir de 2007, y están equipadas de enchufes en la totalidad de sus butacas, tanto en turista como en preferente.  En 2017 las ramas 01 a 27 fueron equipadas con enchufes debido a quejas de los viajeros.
En cuanto a las unidades motrices, ofrecen una potencia total de 4800 kW cuando circulan en líneas electrificadas a 25 kV y a una velocidad máxima de 250 km/h. En las líneas de ancho ibérico su potencia es de 4000 kW (bajo 3 kV), la velocidad máxima 220 km/h, y además soportan una aceleración lateral de 1,2 m/s², lo que permite aprovechar al máximo las líneas con trazados sinuosos. Los coches, por su parte, tienen los parámetros de Talgo: son articulados con pendulación natural, bajo peso y centro de gravedad muy bajo.

## Servicios
Desde el 23 de diciembre de 2007 hacen los servicios Alvia entre Madrid-Chamartín y Gijón-Cercanías, Santander por la L.A.V. Madrid-Valladolid, así como los servicios Alvia entre Alicante y Gijón o Santander que pasan por Madrid-Chamartín. Se estrenaron antes de dicha fecha usando exclusivamente vías de ancho ibérico en las relaciones Madrid-Gijón y Alicante-Madrid-Gijón. 
Desde el 16 de septiembre de 2008 y hasta la apertura de la Línea de alta velocidad Madrid-Levante, estos trenes sustituyeron a los Alaris S-490 que operaban en la línea Madrid-Valencia/Oropesa/Gandía-Madrid. Su primer viaje lo hicieron un día antes de la fecha oficial, es decir, el 14 de septiembre, siendo los viajeros de los trenes 1194 (19:00) y 1504 (20:20) con destino Valencia, quienes disfrutaron de este nuevo servicio.
Desde el 14 de junio de 2009 estos trenes sustituyen a los trenes Altaria que operaban en las líneas Madrid-Huelva y Madrid-Cádiz, elevando su velocidad comercial a 250 km/h en el tramo Madrid-Sevilla.
Desde ese mismo año, estas unidades son las encargadas de realizar los servicios Euromed entre Figueras-Vilafant y Barcelona con todo el arco mediterráneo hasta Valencia y Alicante, sustituyendo así a los trenes de la serie 101.
El 27 de abril de 2011, los 130 fueron relevados por los 120.050 en la relación Madrid-Hendaya/Bilbao y viceversa, manteniendo la doble composición entre Madrid y Miranda de Ebro. Posteriormente se optaría por segregar la mayoría de los servicios tras experimentar algunos problemas en el cambiador de ancho de Burgos cuando estas unidades circulaban en doble composición en dirección a Madrid, principalmente debido a la pendiente existente donde se instaló.
Desde junio de 2012 sustituyeron a la serie 120 en el recorrido Barcelona-Vigo. Un año más tarde comenzaron a operar hasta La Coruña por la Línea de alta velocidad entre Orense y La Coruña, alternando su destino final unos días a Vigo y otros días hasta La Coruña.
Desde el 2 de junio de 2013 la serie 120 reemplazó a la serie 130 en la relación Madrid-Huelva.
También el día 2 de junio de 2013 comenzaron la relación diurna Gijón-Barcelona Sants, sustituyendo al Trenhotel que venía haciendo este recorrido, con la diferencia de que efectuaba parada en las estaciones de Vitoria y Pamplona, mientras que el Trenhotel circulaba vía Logroño. En la actualidad no existen servicios ferroviarios directos entre Asturias y Cataluña, siendo obligatorio realizar transbordo en León.
El 30 de noviembre de 2023, esta serie fue la encargada de estrenar los primeros servicios comerciales entre Asturias y el resto de España por la Variante de Pajares, inaugurada por las autoridades un día antes,reduciendo en más de una hora los tiempos de viaje previamente existentes, que venían realizándose por la conocida como "Rampa de Pajares". 
Con la llegada en 2024 de los AVRIL S-106 (AVE con cambio de ancho), los servicios prestados por la S-130 sufrieron un cambio, puesto que se sustituyeron algunas frecuencias Alvia por AVE.Esta liberación de parque móvil permitió ampliar las frecuencias y los destinos. En Asturias, por ejemplo, entró en servicio un Alvia a Avilés desde Madrid.

## Versión dual
En su momento hubo previsión de que, a partir de 2011, se hiciera una transformación de quince unidades en una variante de trenes duales, sustituyendo los coches extremos de cada composición por furgones con grupo generador diésel cada uno. Esto les permite prestar servicios comerciales en líneas sin catenaria. Finalmente las composiciones de 11 a 25 fueron transformadas, pasando a formar parte de la serie 730. 
Hasta la apertura completa del tramo entre Zamora y Ourense, perteneciente a Línea de alta velocidad Olmedo-Zamora-Galicia, el 21 de diciembre de 2021, estas unidades realizaban la totalidad de los servicios entre Galicia y Madrid, actualmente cubiertos por ambas series (130 y 730).

## Galería

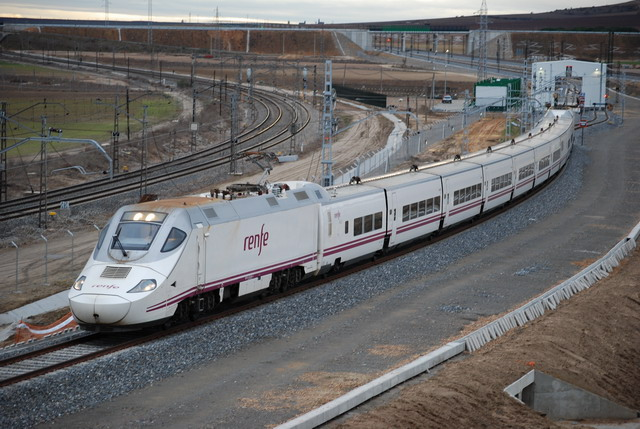
Alvia Madrid - Hendaya en el cambiador de Valdestillas.
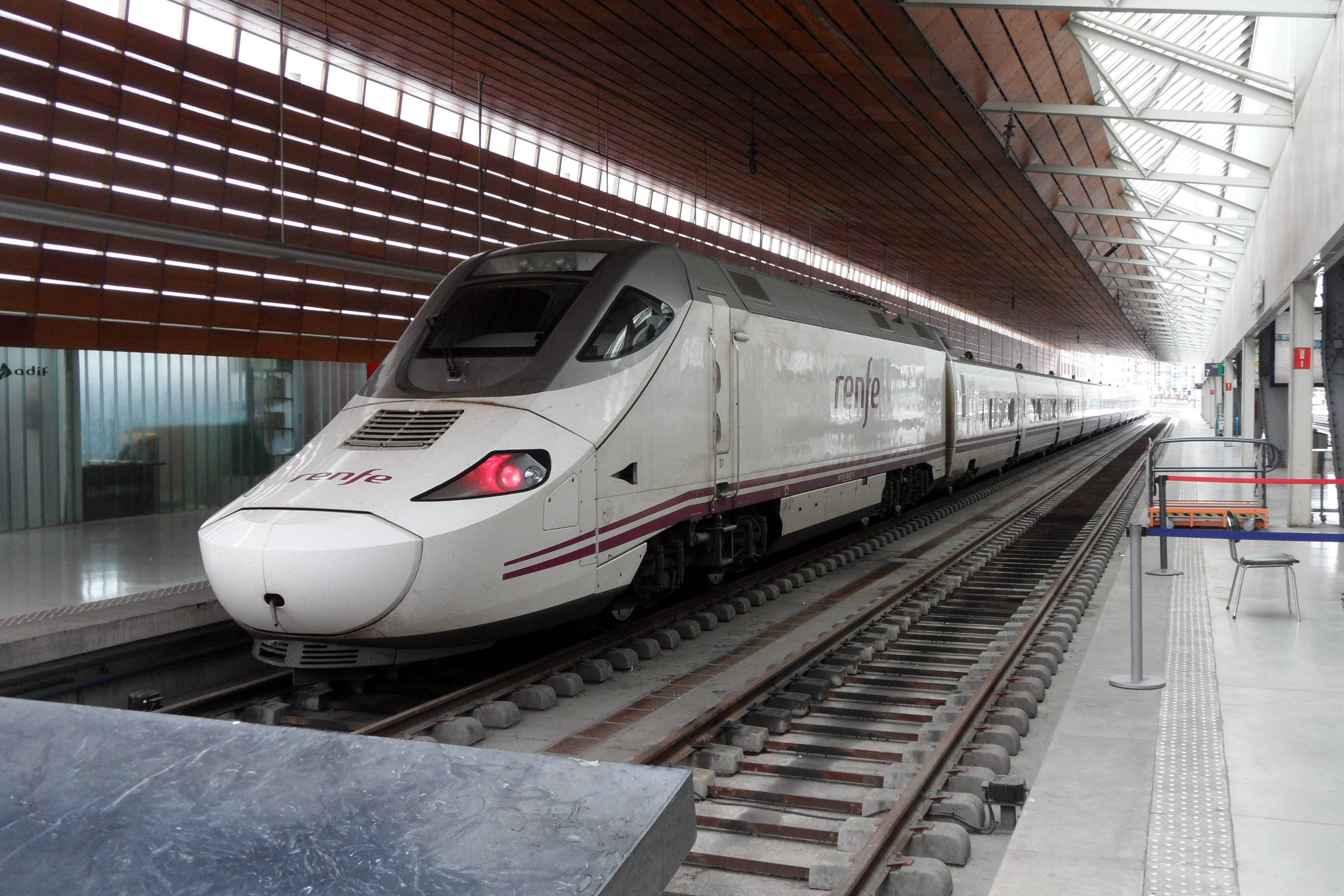
Un Alvia S-130 en Bilbao-Abando.
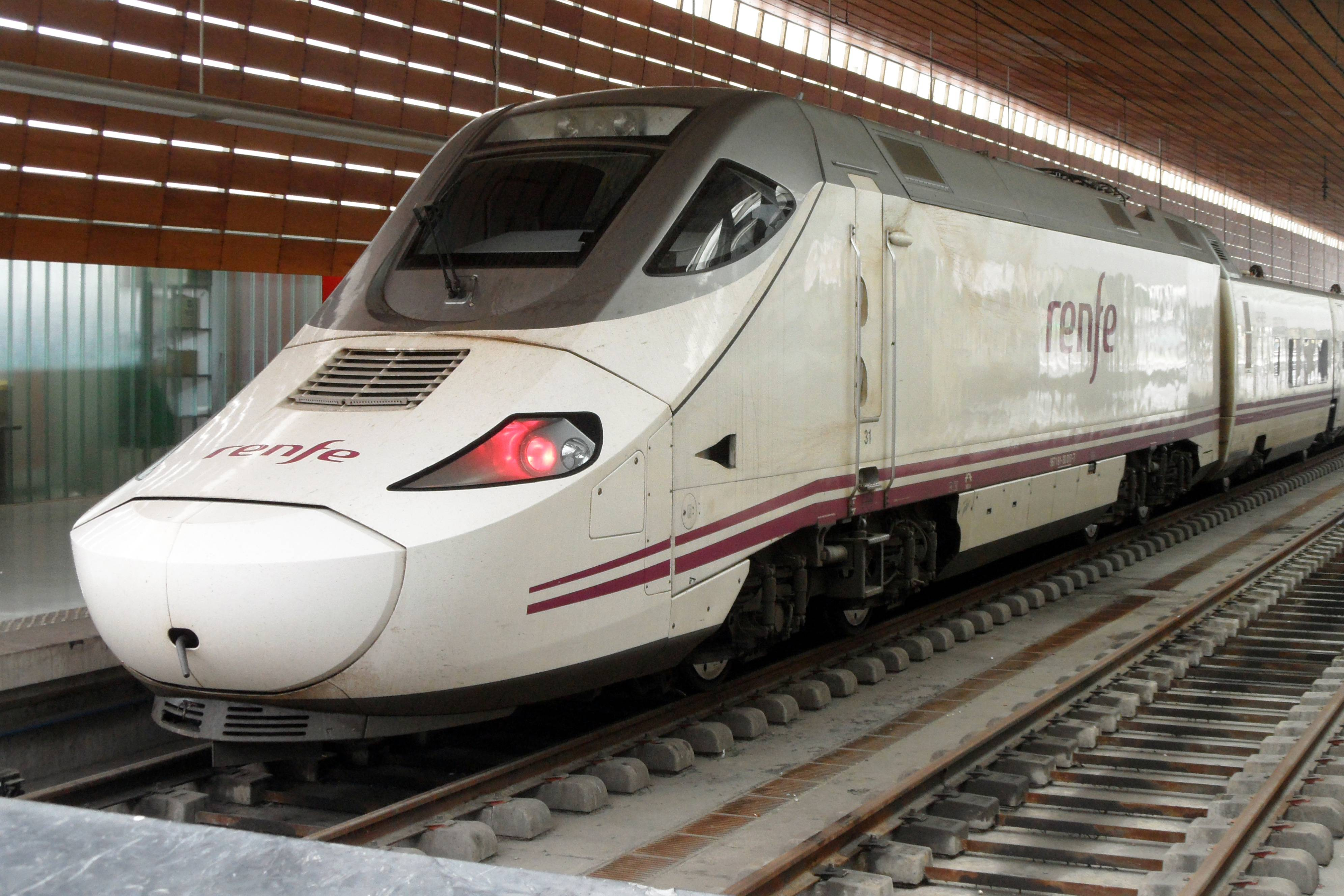
Un Alvia S-130 en Bilbao-Abando.
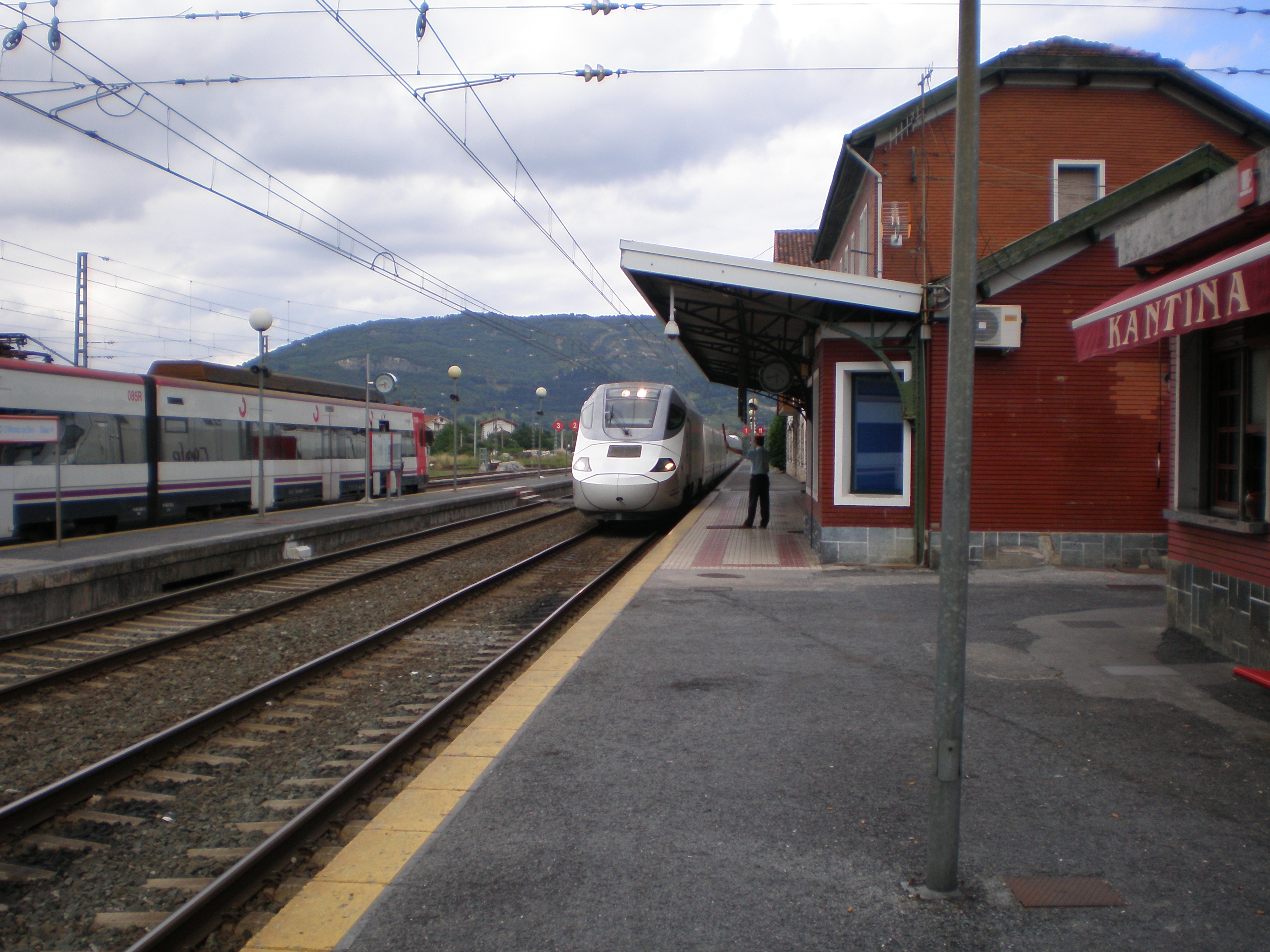
Un Alvia S-130 pasando por la estación de Orduña.
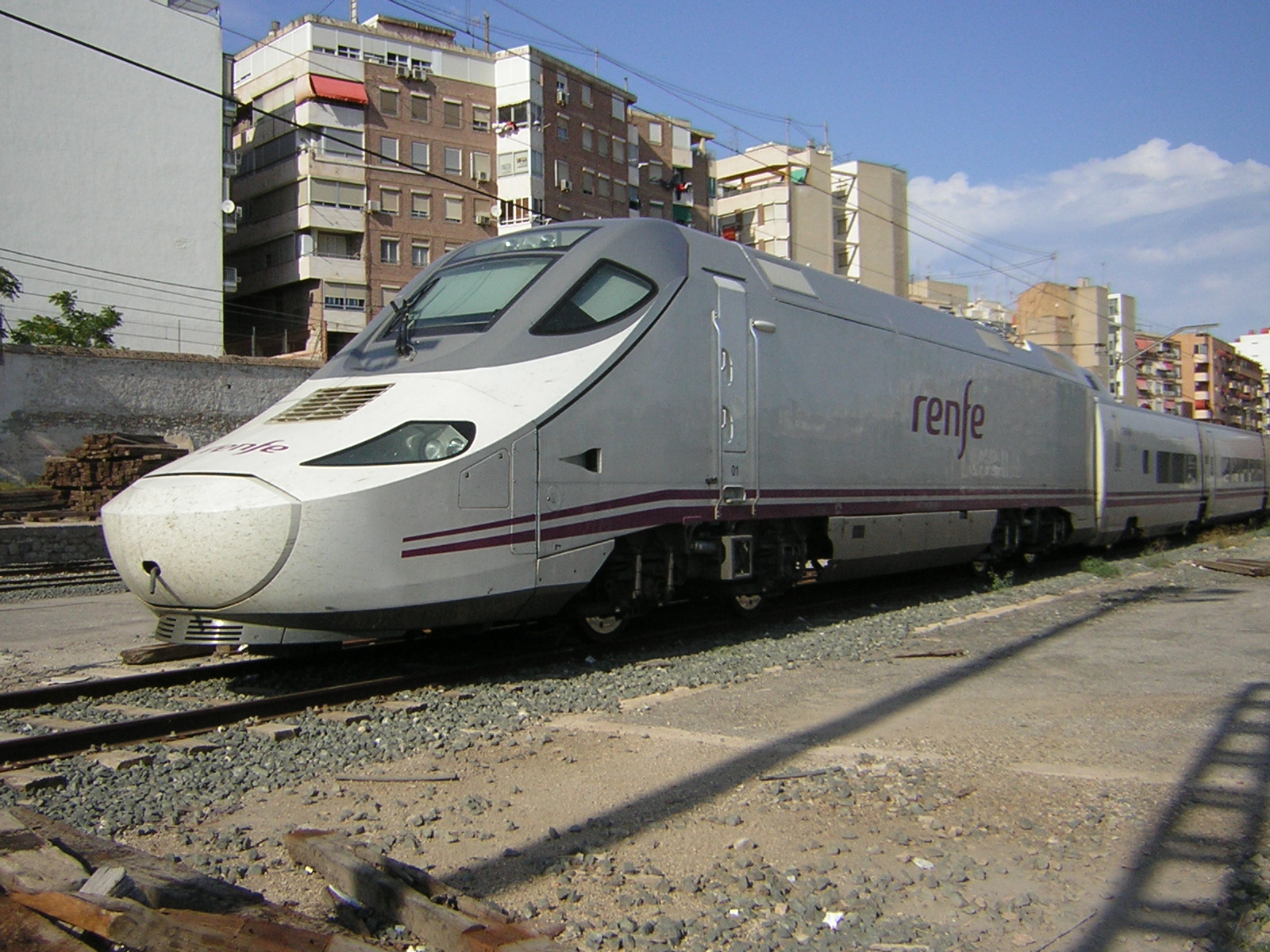
Un Alvia S-130 en Alicante-Terminal
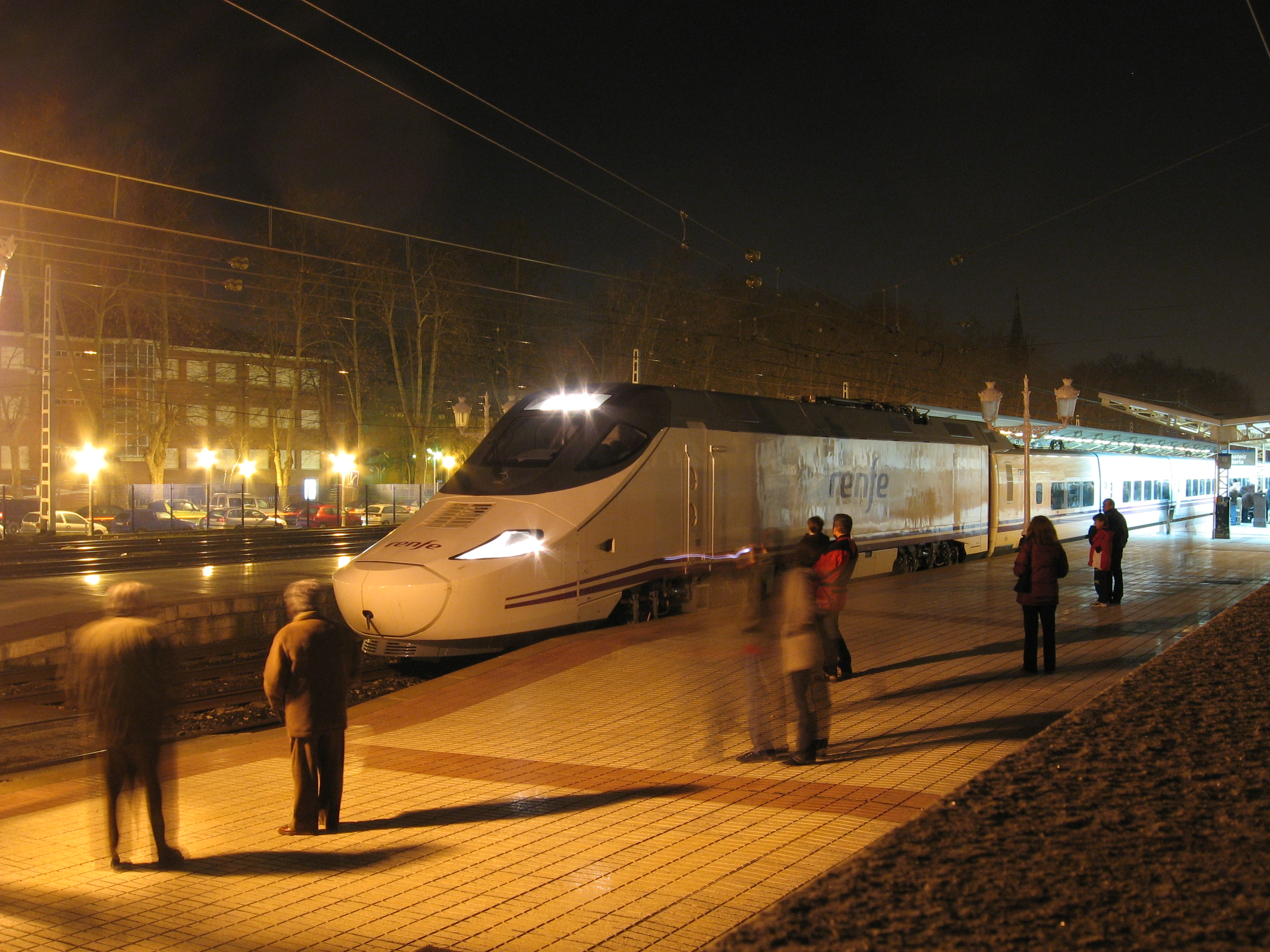
Un Alvia S-130 en Vitoria
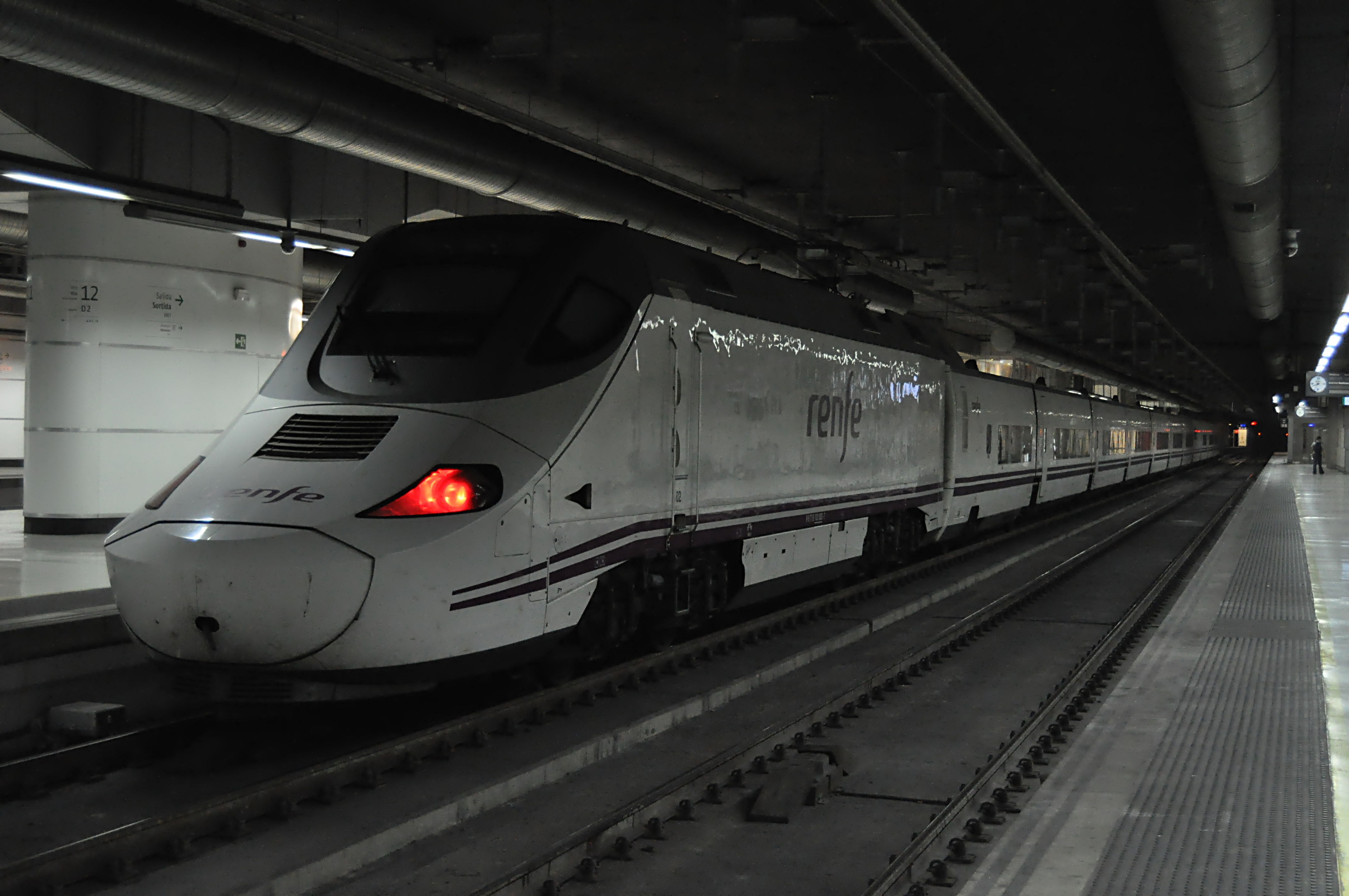
Un automotor eléctrico de la serie 130 de Renfe Operadora en la estación de Barcelona Sants.
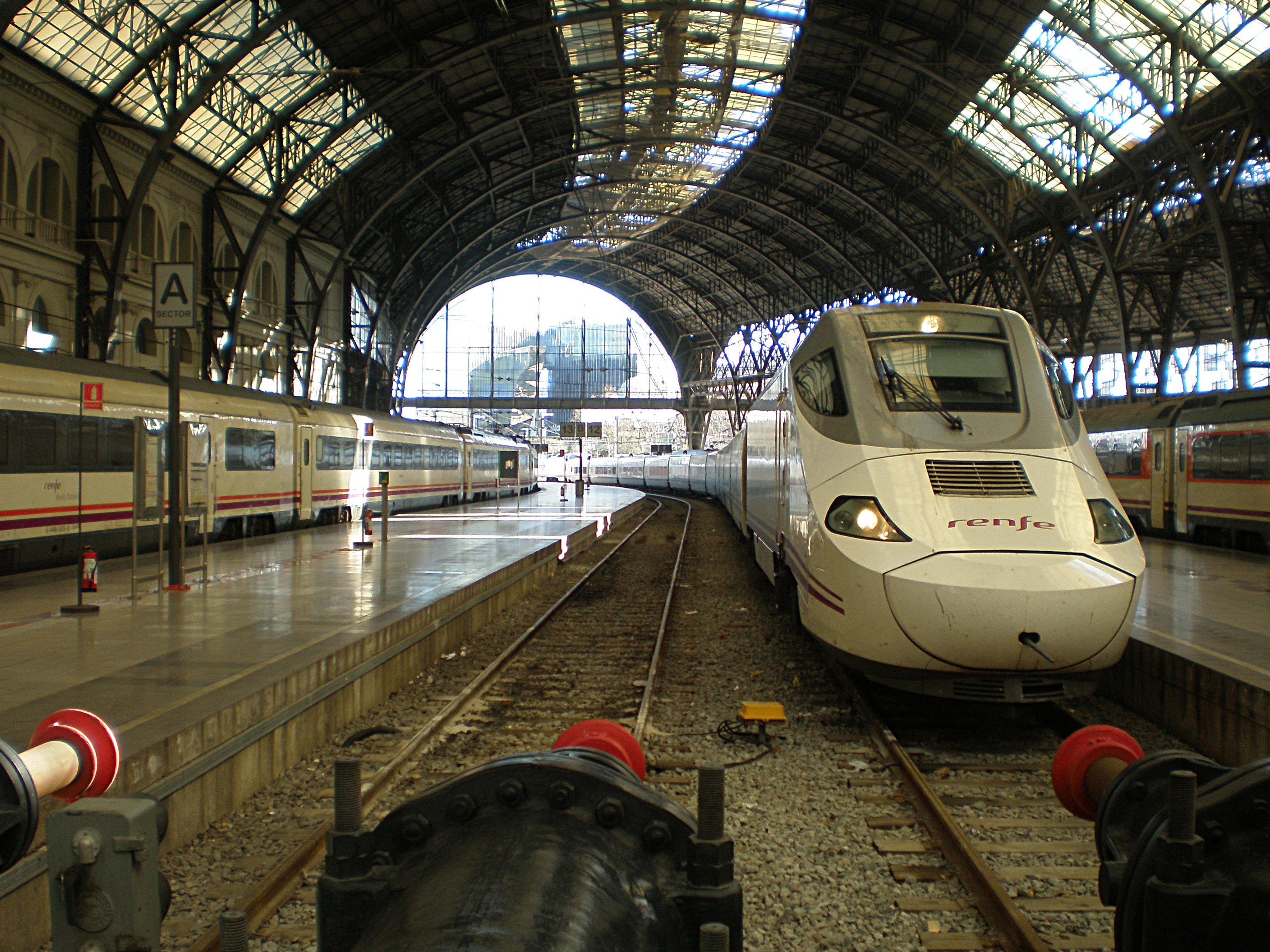
Un automotor eléctrico de la serie 130 de Renfe Operadora espera, en la estación de Francia de Barcelona, la hora de prestar un servicio Euromed.
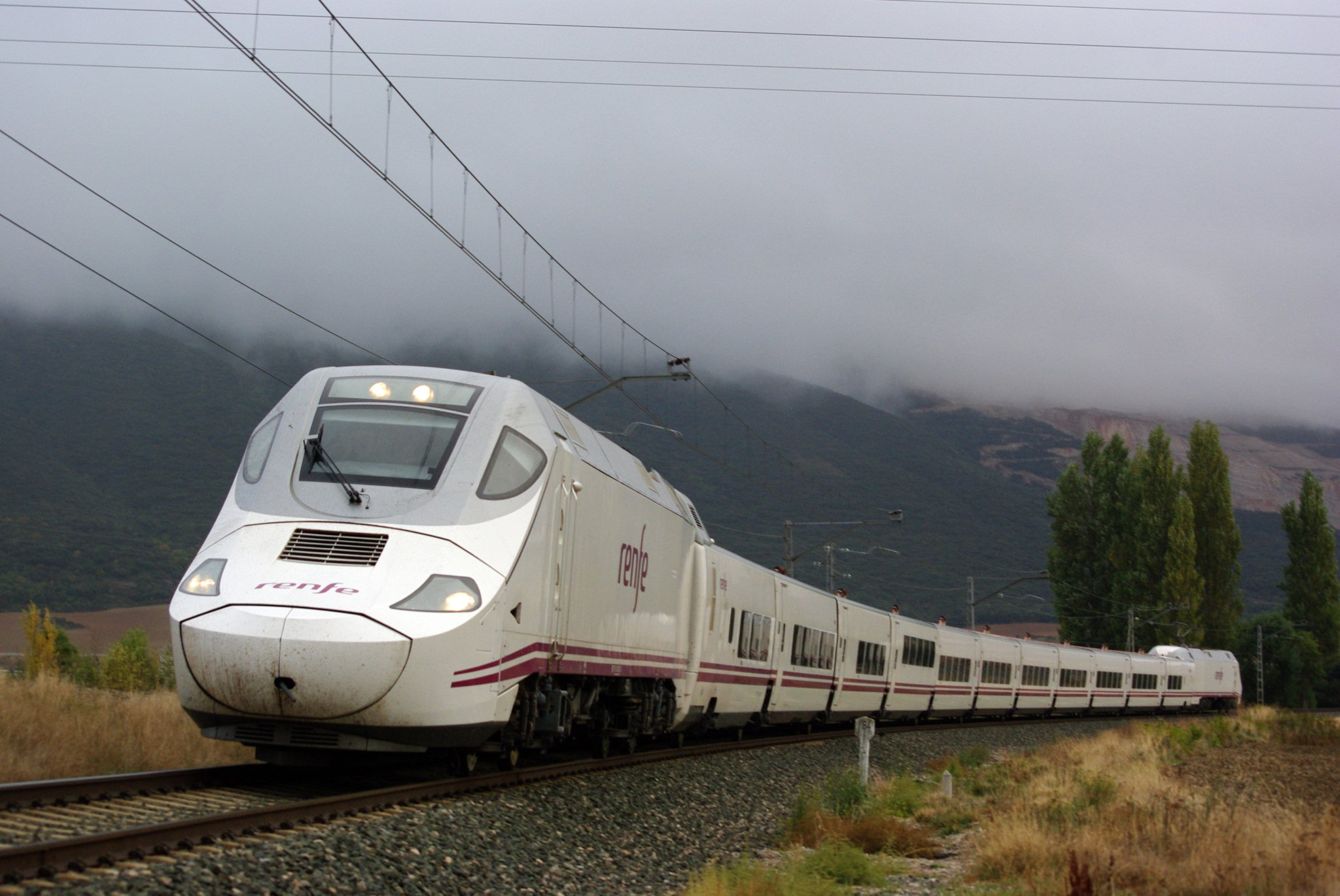
Un automotor eléctrico de la serie 130 de Renfe Operadora circulando por Navarra.
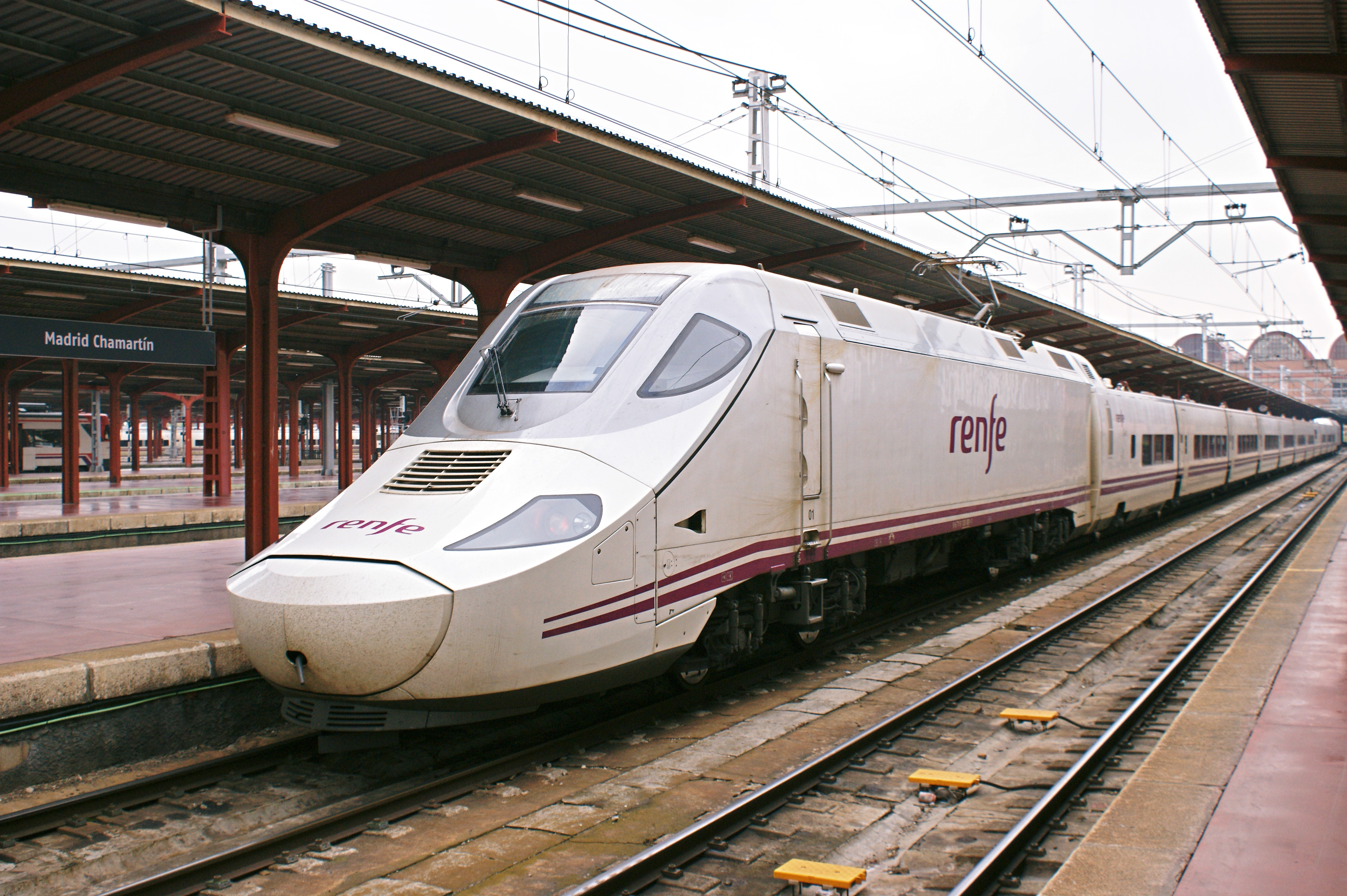
Un automotor eléctrico de la serie 130 de Renfe Operadora en la estación de Madrid-Chamartín.
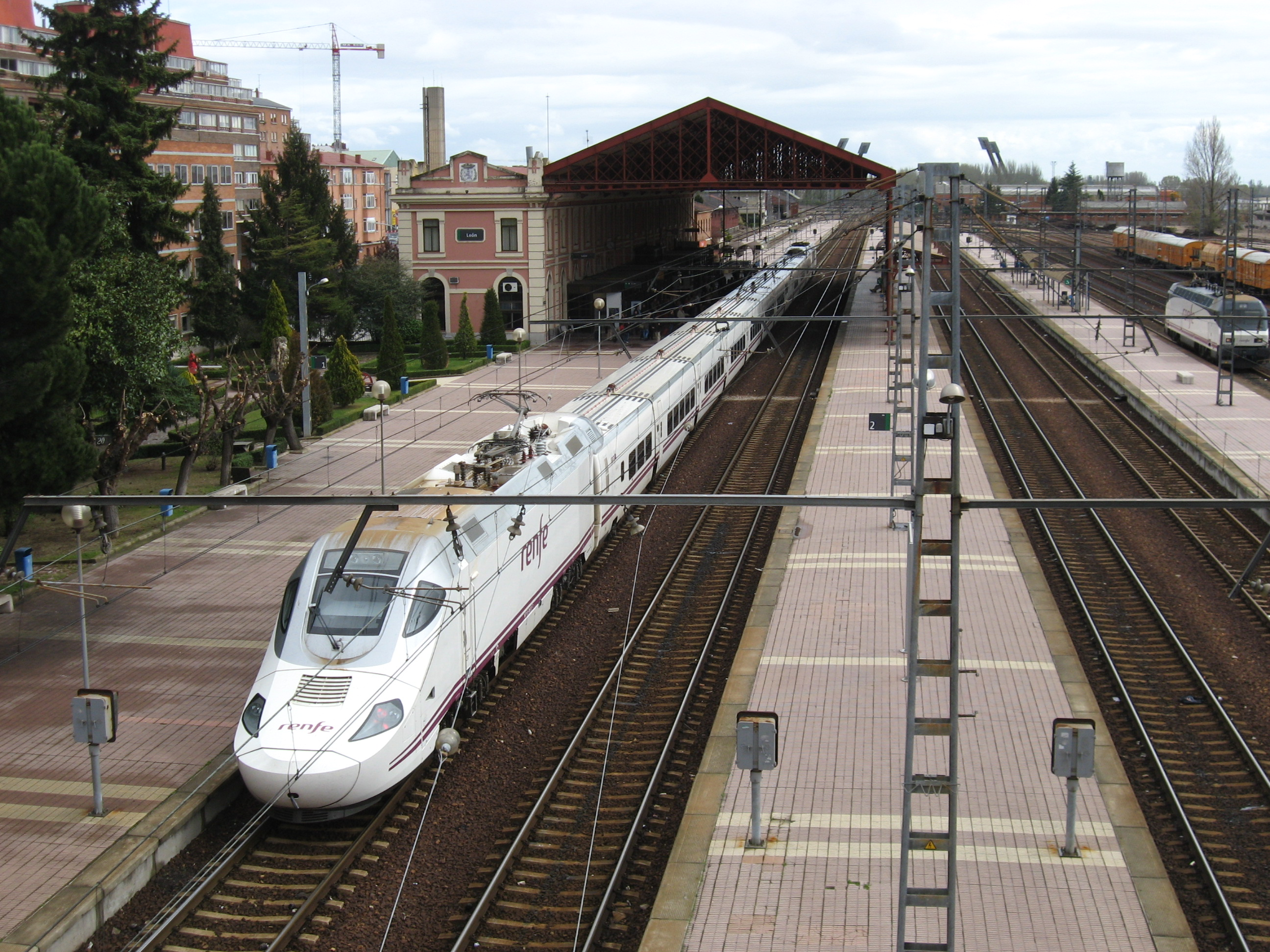
Un automotor eléctrico de la serie 130 de Renfe Operadora en la antigua estación del Norte de León.
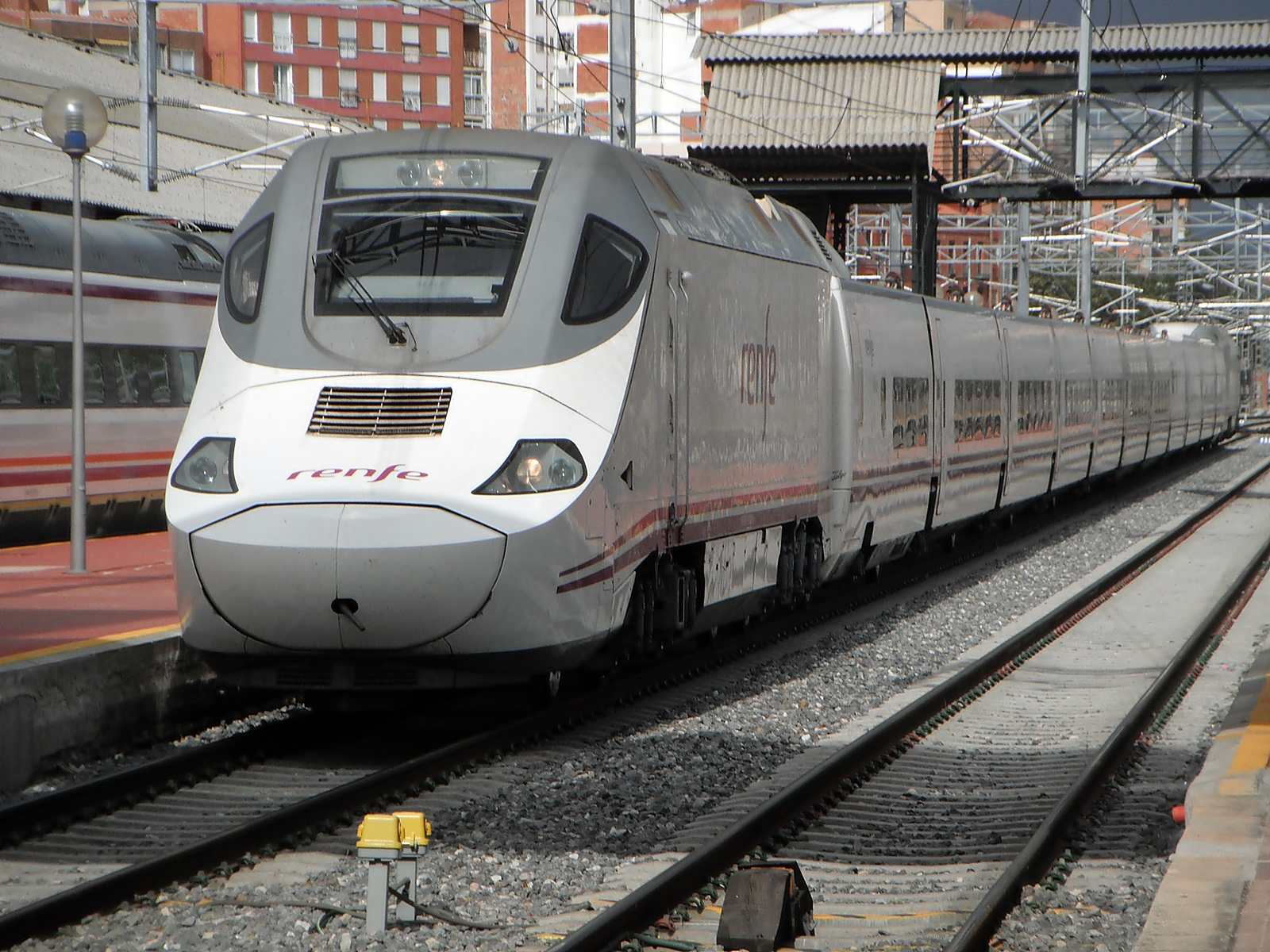
Un automotor eléctrico de la serie 130 de Renfe Operadora en la estación de Valladolid-Campo Grande.
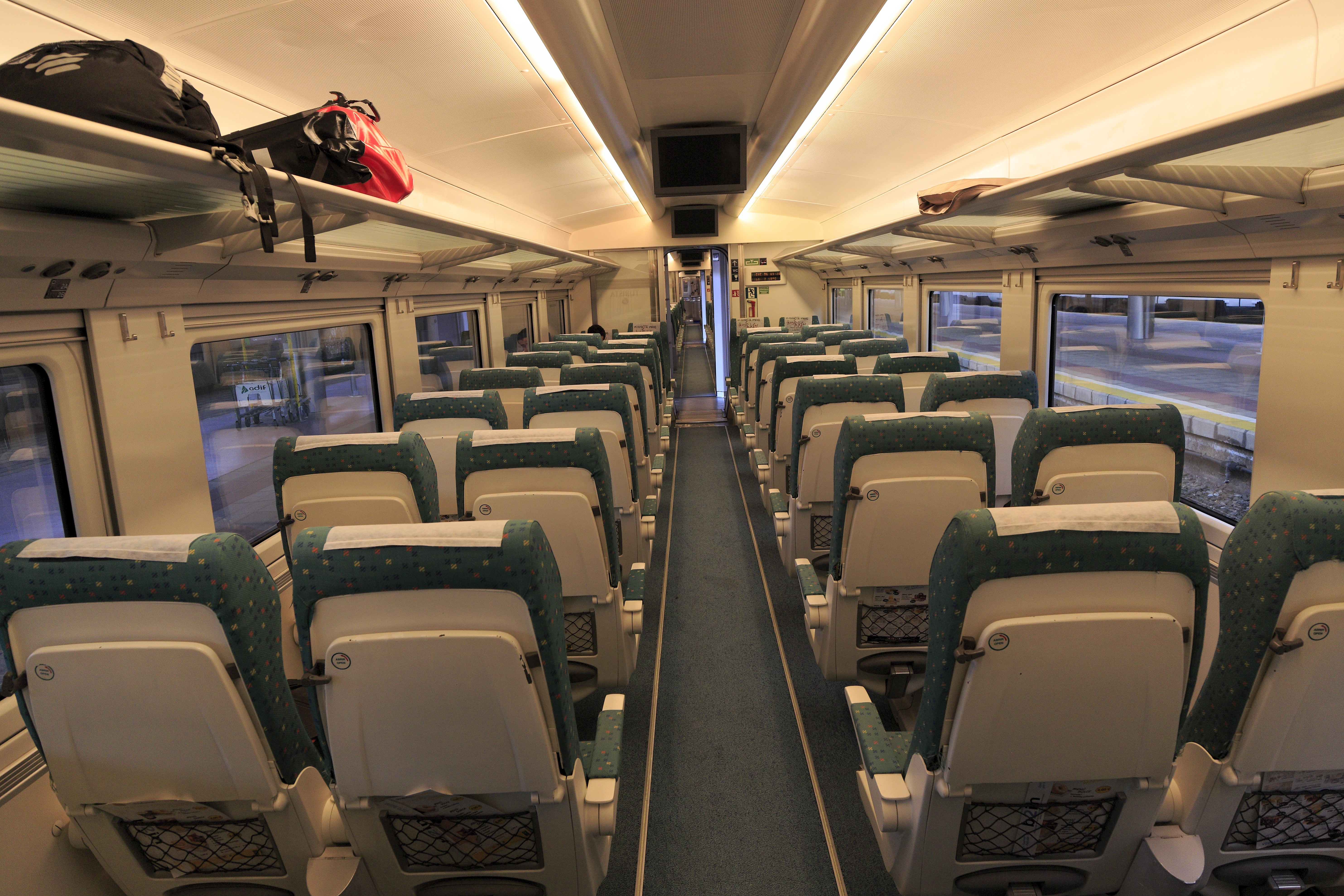
Interior de un coche "Turista"